# Riofrío de Aliste
Riofrío de Aliste és un municipi de la província de Zamora, a la comunitat autònoma de Castella i Lleó.

## Demografia
| 1991 | 1996 | 2001 | 2004 | 2007 |
| ---- | ---- | ---- | ---- | ---- |
| 1160 | 1135 | 1023 | 1019 | 951  |